# Frans Josef 1. af Liechtenstein
Franz Josef 1. af Liechtenstein (1726–1781) var fyrste af Liechtenstein fra 1772 til 1781.
Han var gift med Leopoldine von Sternberg (1733 – 1809). De fik otte børn. To af sønnerne blev fyrster af Liechtenstein.
Franz Josef var søn af prins Emanuel af Liechtenstein (1700–1771). Efter sin død blev Franz Josef efterfulgt af sønnerne Alois 1. Josef og Johan 1. Josef af Liechtenstein.